# Avaricia (película)
Avaricia (título original en inglés: Greed) es una película muda estadounidense de 1924 dirigida por Erich von Stroheim, basada en McTeague, una novela de Frank Norris publicada en 1899. Está protagonizada por Gibson Gowland en el papel de Dr. John Mcteague, ZaSu Pitts como su esposa Trina Sieppe y Jean Hersholt como el amigo y posterior enemigo de McTeague, Marcus Schouler. La película cuenta la historia de McTeague, un dentista de San Francisco, quien se casa con la prometida de Schouler, su mejor amigo, Trina. Poco después de su compromiso, Trina gana un premio de lotería de $5,000, una suma sustancial para su época. Schouler informa celosamente a las autoridades que McTeague había estado practicando odontología sin licencia, lo que ocasiona que McTeague y Trina se empobrecieran. Durante su miseria, McTeague se vuelve un alcohólico violento y Trina se obsesiona ávidamente con sus ganancias, negándose a gastarlas, pese a lo pobre que ella y su esposo se han convertido. Finalmente McTeague asesina a Trina por el dinero y escapa hacia el Valle de la Muerte, donde Schouler lo atrapa para una confrontación final.
Stroheim grabó más de 85 horas de metraje y se obsesiono con la exactitud durante el rodaje. Se pasaron dos meses filmando en el Valle de la Muerte para la última escena y muchos del reparto y el equipo se enfermaron. Avaricia fue considerada una de las pocas películas de su época que fue rodada totalmente en exteriores. Stroheim uso técnicas de filmación sofisticadas como fotografía con profundidad de foco y edición de montaje. Él consideraba que Avaricia era una tragedia griega, en el que el entorno y la herencia controlan los destinos de los personajes y los reducen a las primitivas bête humaines (bestias humanas).
Durante la realización de Avaricia, la productora se fusionó en Metro-Goldwyn-Mayer, poniendo a Irving Thalberg a cargo de la producción. Thalberg había despedido a Stroheim de Universal Pictures unos años antes. Originalmente de casi 9 horas de duración, Avaricia fue editada en contra de los deseos de Stroheim y reducida a una duración de aproximadamente dos horas y media. Sólo doce personas vieron la versión completa de 42 carretes en una proyección especial en enero de 1924, ahora perdida, algunos de ellos afirmaron que se trataba de la mejor película alguna vez hecha. Stoheim llamó posteriormente a Avaricia su obra más completa y que fue herido tanto profesionalmente como personalmente por la reedición del estudio de la misma.
La versión original ha sido llamada el "santo grial" para los archivistas de cine, en medio de reclamos falsos repetidos del descubrimiento del largometraje completo. En 1999, Turner Entertainment creó una versión de 4 horas de Avaricia que usaba imágenes existentes de escenas perdidas para reconstruir la película. Avaricia fue un fracaso crítico y financiero en su lanzamiento inicial, pero en la década de 1950 comenzó a ser considerada como una de las mejores películas de la historia; cineastas y especialistas la han elogiado por su influencia en películas posteriores.

## Argumento
| "Nunca me sometí, nunca me descubrí ante la moda ni me quité el sombrero para mendigar. Por dios, Les dije la verdad. Les gustara o no. ¿Qué tenía que ver eso conmigo? Les dije la verdad; Lo sabía entonces, y lo sé ahora."——Frank Norris, citado de su ensayo "The True Reward of the Novelist", en un intertítulo al inicio de Avaricia. |

John McTeague es un minero que trabaja en el Condado de Placer, California. Un dentista ambulante que se hace llamar Dr. "Sin Dolores" Potter visita el pueblo y la madre de McTeague le ruega a Potter para que se lleve a su hijo como aprendiz. Potter se compromete y eventualmente McTeague se vuelve un dentista, practicando en Polk Street en San Francisco.
Marcus Schouler, amigo de McTeague, trae a su amiga Trina Sieppe, su prima y destinada prometida, a la oficina de McTeague para su tratamiento dental. McTeague con mucho gusto acepta examinarla. Mientras ambos esperan, Trina compra un billete de lotería.
McTeague empieza a enamorarse de Trina y le pide permiso a Marcus para cortejarla. Después de ver la convicción de McTeague, Marcus acepta. Eventualmente Trina acepta casarse con McTeague y poco después su boleto de lotería gana un premio de $5,000. Marcus afirma con amargura que el dinero debía haber sido suyo, provocando un distanciamiento entre McTeague y Marcus. Después de que McTeague y Trina se casaran, ambos continúan viviendo en su pequeño apartamento con Trina negándose a gastar sus $5,000.
Marcus deja la ciudad para convertirse en un ganadero. Antes de irse el informa las autoridades que McTeague había estado practicando odontología sin licencia con el fin de arruinar el negocio de su examigo. McTeague es obligado a cerrar su consultorio. Pese a que había ahorrado más de $200, además de los $5,000 del billete de lotería, Trina no está dispuesta a gastar su dinero. El dinero se vuelve cada vez más escaso, con la pareja viéndose obligada a vender sus posesiones. McTeague empieza a volverse alcohólico mientras que Trina empieza a codiciar su dinero cada día más. Durante un ataque de ira, McTeague muerde y destroza los dedos de Trina. Posteriormente la abandona para ir a pescar a fin de ganar dinero, llevándose sin que ella lo sepa los ahorros de Trina (que ya sumaban $450). Los dedos mordidos de Trina llegan a infectarse y son amputados. 
Para ganar dinero, ella se convierte en una conserje en una escuela infantil. Ella retira los $5,000 del banco para mantenerlo cerca de ella, finalmente lo extiende en su cama para que pueda dormir con ella. Entonces McTeague  vuelve, después de haber gastado el dinero que tomó y le pide más a Trina; ella se niega y McTeague se larga. Al día siguiente McTeague confronta a Trina en la escuela. Después de una fuerte discusión, McTeague apuñala a Trina hasta matarla y roba sus $5,000.
Convertido en un fugitivo, McTeague huye hacia el Valle de la Muerte. Varios alguaciles lo persiguen, entre ellos está Marcus. Marcus quiere atrapar a McTeague por su propia cuenta y cabalga al Valle de la Muerte solo.
El calor sofocante ralentiza el avance de McTeague. El avance de Marcus también empieza a decaer cuando divisa a McTeague y lo arresta. 
McTeague explica que el resto del dinero está en su caballo, junto al agua restante. Marcus dispara al caballo hasta matarlo para detenerlo y así conseguir el agua restante (que se desperdicia después de que una bala pinchara la cantimplora, derramándose en el suelo del desierto).
Después de una confrontación por el dinero restante, McTeague apuñala a Marcus hasta matarlo. Sin embargo, Marcus ya había esposado a McTeague. 
La película termina con McTeague solo en el desierto sin caballo, ni agua, esposado a un cadáver e incapaz de alcanzar el dinero restante.

### Tramas Secundarias
La versión original del Stroheim tenía dos tramas secundarias que fueron eliminadas después. Destinadas a simbolizar dos posibles resultados de la trama principal.
- La primera mostraba las vidas del chatarrero Zerkow y Maria Miranda Macapa, la joven mexicana que recoge chatarra para Zerkow y que le vendió a Trina el billete de lotería. María a menudo habla de su "juego de comedor de oro" imaginario con Zerkow, quien se obsesiona por ello. Con el tiempo, luego de creer que ella ha escondido las riquezas, Zerkow se casa con ella. Él a menudo le pregunta a ella, pero ella da una respuesta distinta cada vez que lo menciona. Zerkow empieza a desconfiar en ella. Él la asesina y después de haber perdido la razón, Se suicida en la bahía de San Francisco.
- La segunda mostraba las vidas de Charles W. Grannis y Miss Anastasia Baker. Grannis y Baker son dos pensionistas de edad que comparten habitaciones contiguas en el complejo de apartamentos donde viven McTeague y Trina. A lo largo de su estancia en el complejo, no se han conocido. Los dos se sientan cerca de su pared contigua y escuchan al otro por compañía, así que saben casi todo acerca de uno al otro. Finalmente se encuentran y no pueden ocultar sus sentimientos desde hace mucho tiempo del uno al otro. Cuando revelan su amor, Grannis revela que tiene $5,000, haciéndole tan rico como Trina. Pero esto no hace mucha diferencia para ellos. Eventualmente, se casan y conectan sus habitaciones con una puerta.

## Reparto
| - Gibson Gowland - Dr. John McTeague - ZaSu Pitts - Trina Sieppe - Jean Hersholt - Marcus Schouler Prólogo - Tempe Pigott - Madre de McTeague - Jack Curtis - Padre de McTeague (Escena Eliminada) - Florence Gibson - Hag (Escena Eliminada) - Erich von Ritzau - Dr. "Sin Dolores" Potter Familia Sieppe - Chester Conklin - Hans 'Popper' Sieppe, Padre de Trina - Sylvia Ashton - Madre de Trina - Austen Jewell - August Sieppe, Hermano de Trina - Oscar Gottell - Max Sieppe , Hermano de Trina - Otto Gottell - Moritz Sieppe , Hermano de Trina - Joan Standing - Selina, prima de Trina - Max Tyron - Rudolph Oelbermann, Tío de Trina (Escena Eliminada) Subtrama - Dale Fuller - Maria Miranda Macapa, Esposa de Zerkow - Cesare Gravina - Zerkow, un Chatarrero (Escena Eliminada) - Frank Hayes - Charles W. Grannis, Propietario de la Clínica Veterinaria - Fanny Midgley - Anastasia Baker, vecina de Grannis y posteriormente su esposa | Amigos y Vecinos de Polk Steet - Hughie Mack - Sr. Heise, el fabricante de arneses - E. 'Tiny' Jones - Sra. Heise - J. Aldrich Libbey - Sr. Ryer - Reta Revela - Sra. Ryer - S.S. Simon - Joe Frenna - Hugh J. McCauley - el fotógrafo - William Mollenhauer - el quiromántico Otros - William Barlow - el Ministro - Lon Poff - el hombre de la compañía de lotería - James F. Fulton - Cribbens, un explorador (Escena Eliminada) - James Gibson - un Diputado - Jack McDonald - el Alguacil del Condado de Placer - Erich von Stroheim - el vendedor de globos (Escena Eliminada) |

## Producción

### Antecedentes y guion
Avaricia se basa en la novela McTeague: Una historia de San Francisco de Frank Norris, publicada por primera vez en 1899 y se inspiró en un asesinato ocurrido en octubre de 1893 en el que Patrick Collins, un pobre marido con una historial de maltrato a su esposa Sarah, finalmente robó su dinero y la mató a puñaladas en su lugar de trabajo en San Francisco. Sarah Collins trabajaba en la guardería Lest Norris, financiada por la familia de Norris. El interés de Stroheim en McTeague se remonta a enero de 1920, cuando le dijo a un periodista que quería filmar la novela. Él mismo había vivido en San Francisco a principios de 1910, viviendo en la pobreza como la de los personajes de la historia. Con el tiempo se mudó a Los Ángeles y se abrió camino en la industria del cine bajo la dirección pionera de D. W. Griffith. En 1919 se había convertido en un exitoso director en la Universal Film Manufacturing Company, aunque uno con reputación de sobrepasar presupuesto y horarios.
Tras el nombramiento de Irving Thalberg como gerente general en Universal, el desafío de Stroheim a las normas comerciales e industriales ya no era tolerado. Después de que Thalberg pusiera un pare a Esposas frívolas en 1921 (que estuvo rodándose sin parar durante once meses), y después de seis semanas de rodaje en Merry-Go-Round, Stroheim fue finalmente despedido del estudio el 6 de octubre de 1922. Este fue un paso sin precedentes en Hollywood, anunciando una nueva era en la que el productor y el estudio tendrían control artístico sobre los actores y directores. Para ese entonces, Stroheim había recibido varias ofertas de contratos con otros estudios, incluso antes de ser despedido de Universal. Se había reunido con ejecutivos de la Goldwyn Company el 14 de septiembre de 1922, menos de un mes antes, y firmó formalmente con ellos a finales de noviembre.

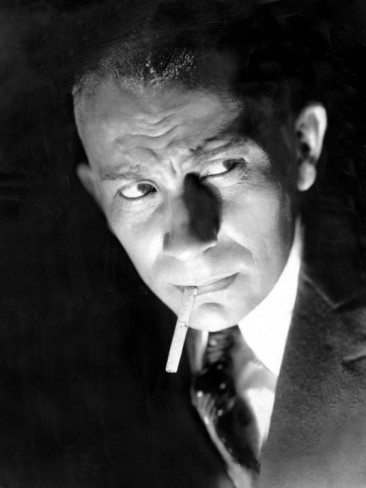
Erich von Stroheim en 1920, el año en que expresó públicamente su interés en filmar la novela McTeague.

Stroheim eligió su nuevo estudio debido al nivel de libertad artística que le ofrecían, que le habían negado en Universal bajo cargo de Thalberg. Desde marzo de ese año, Goldwyn había sido dirigido por Abe Lehr, quien públicamente prometió que "cada director tendrá su propio personal y se le dará todas las facilidades para poner en producción su propia individualidad y personalidad." Stroheim firmó un contrato de un año por tres largometrajes con Goldwyn el 20 de noviembre de 1922. El contrato estipulaba que cada largometraje sería entre 4,500 y 8,500 pies (1,400 y 2,600 metros) de duración, no debería costar más de $175,000 y se completará en catorce semanas. También prometió a von Stoheim $30,000 por cada largometraje completado.
Lehr inicialmente quería que Stroheim filmara una versión de gran presupuesto de la opereta La viuda alegre, que el productor vio como un éxito garantizado; pero Stroheim convenció a Lehr para permitir que haga Avaricia primero, prometiendo bajos costos. Un comunicado de prensa de febrero de 1923 decía que Stroheim había "trabajado bastante libremente en grandes sets en el pasado, parece que [él] se ha reformado, o se rindió, porque se anuncia que no construirá ningún set en absoluto."

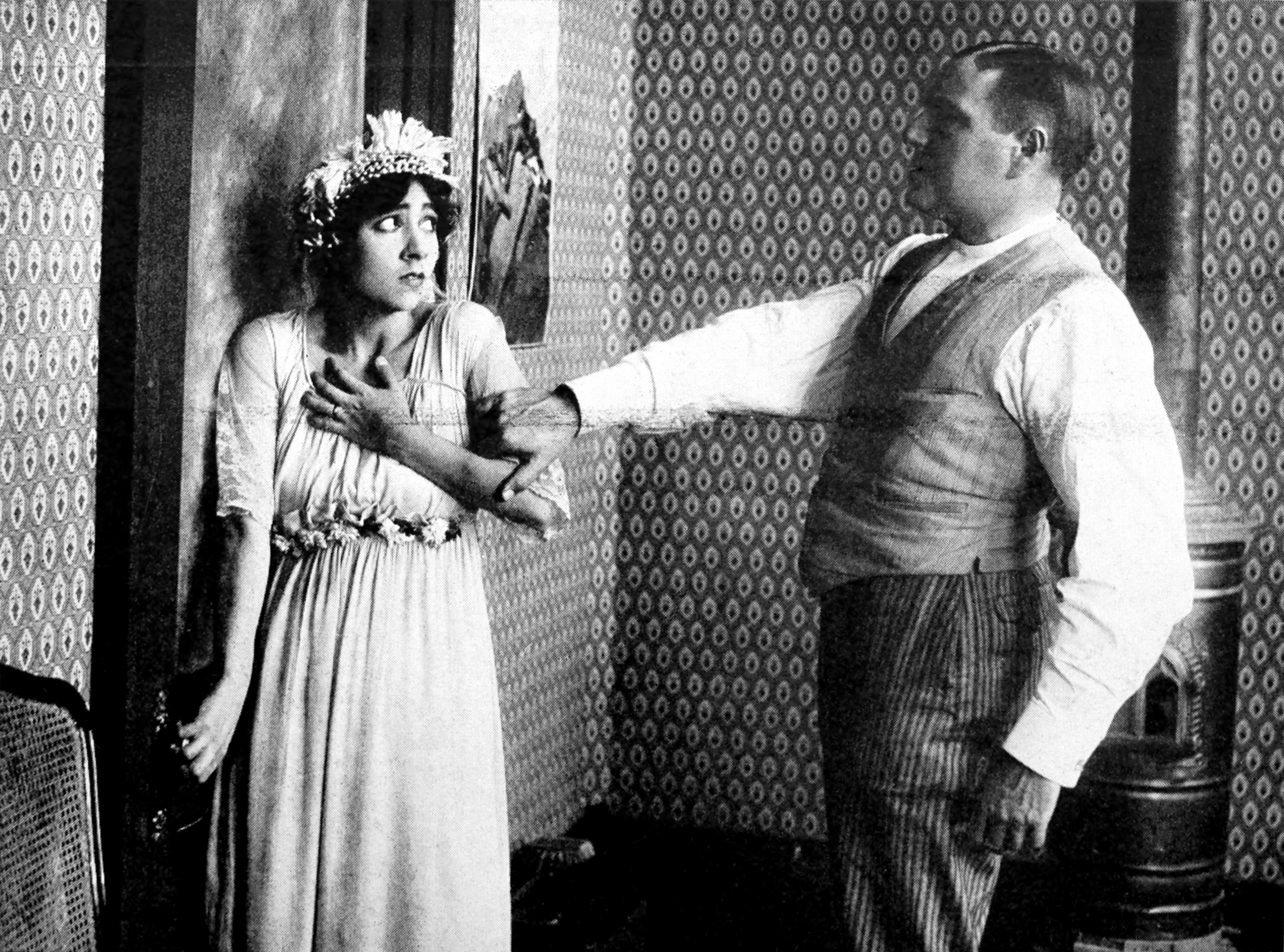
Fania Marinoff y Holbrook Blinn en Life's Whirlpool, la primera adaptación al cine de la novela McTeague.

Stroheim escribió un guion muy detallado de 300 páginas que contenía movimientos de cámara, composición e indicaciones de teñido. Entre los cambios que hizo a la novela de Norris fue darle a McTeague el primer nombre de John y omitir el antisemitismo de Norris. Ya se había hecho otra adaptación cinematográfica de McTeague en 1916 titulada Life's Whirlpool (en español: El remolino de la vida), un cortometraje de cinco carretes protagonizado por Holbrook Blinn como McTeague y Fania Marinoff como Trina. A los críticos les disgustó esta versión y Stroheim criticó más adelante la actuación de Blinn. Según el historiador de cine Kevin Brownlow, Life's Whirlpool también fue filmada en locación en el Valle de la Muerte.
Stroheim era conocido por su meticuloso perfeccionismo y atención al detalle, así como por su insolencia hacia los ejecutivos de los estudios. Al trabajar en Avaricia, Stroheim se propuso hacer una película realista sobre gente común y corriente y rechazó los tropos de Hollywood de glamur, finales felices y personajes de clase alta. Antes de comenzar el rodaje, Stroheim le dijo a un reportero:

Es posible contar una gran historia en las películas de tal manera que el espectador olvida que está mirando a la bella Gertie Gefelta, la mascota del productor y se descubre intensamente interesado, como si estuviera mirando por la ventana a la vida misma. Llegará a creer que lo que está mirando es real: un camarógrafo estaba presente en la casa y nadie lo sabía. Siguieron en su vida cotidiana con sus alegrías, diversión y tragedias y la cámara capturó todo, sosteniéndolo para que después todos lo vieran.

A principios de enero de 1923 Stroheim llegó a San Francisco, donde exploró lugares y terminó de escribir el guion de rodaje. Mientras investiga para Avaricia, asistió a funciones sociales en la ciudad y conoció a muchos amigos de Frank Norris, incluyendo a su hermano Charles y a su cuñada Kathleen. Para capturar el espíritu auténtico de la historia, Stroheim insistió en filmar en locaciones en San Francisco, las montañas de  Sierra Nevada, la mina Big Dipper en Iowa Hill, y el Valle de la Muerte. Alquiló algunos de los edificios reales que habían inspirado escenas de la novela. Otras locaciones incluían el Cliff House de San Francisco y la bahía de San Francisco.
Norris había explorado escenarios similares para su novela y eligió el segundo piso de un edificio en la esquina de la calle Polk y California como la oficina del dentista McTeague, así como muchos de los salones y restaurantes en la zona.  Stroheim descubrió que muchos de los lugares que Norris había descrito, como la calle Polk, habían sido destruidos en el terremoto de San Francisco de 1906, pero él fue capaz de encontrar lugares adecuados del período, en las calles de Hayes y Laguna. Stroheim no tenía decorados construidos en San Francisco y solo redecoró localizaciones existentes, tales como salones, carnicerías y cabañas de madera, ahorrando así en costos de construcción.
Pese a las estrictas condiciones de contrato inicial de Stroheim, Goldwyn aprobó el extenso guion de rodaje antes de empezar. El gerente de producción J. J. Cohn explicó posteriormente que "pensaron que podrían controlarlo para cuando llegase el momento."

### Casting

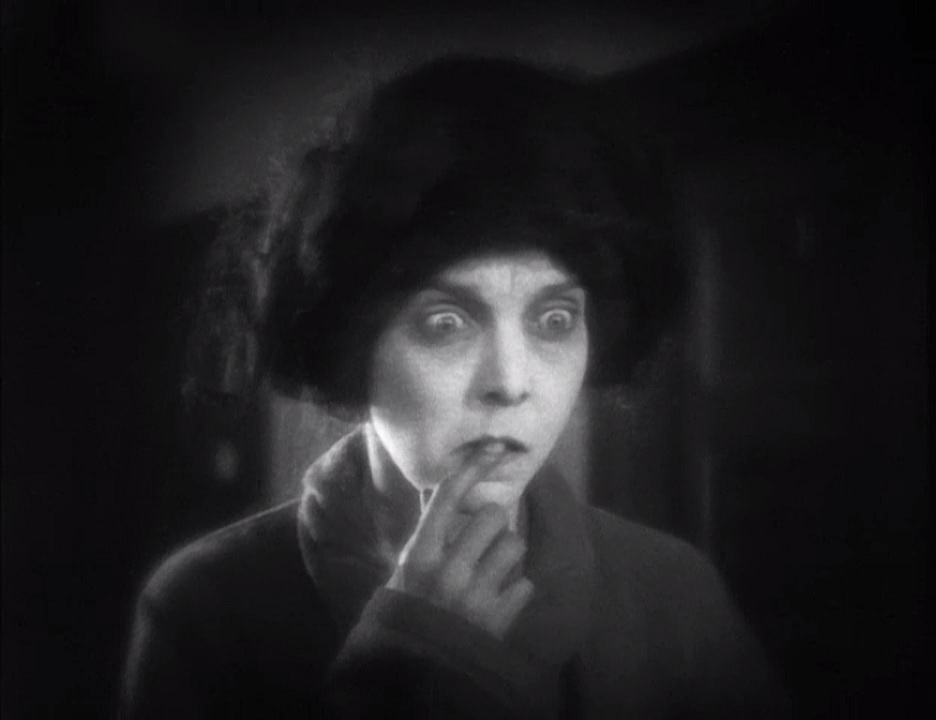
ZaSu Pitts fue contratada en el último minuto para interpretar a Trina.

Con la excepción de Jean Hersholt, todos los actores principales de Avaricia eran asiduos de anteriores películas de Stroheim, un grupo apodado como "La Compañía de Stroheim". Gibson Gowland había trabajado anteriormente en Blind Husbands y regresó a los Estados Unidos de Escocia para el papel de John McTeague. Cesare Gravina, quien interpreta al chatarrero Zerkow, y Dale Fuller, la vendedora de billetes de lotería Maria, habían aparecido anteriormente en Esposas frívolas y aparecerían posteriormente en The Merry Widow. Otros actores en la compañía de Stroheim incluían a Sidney Bracey, Mae Busch, George Fawcett, Maude George, Hughie Mack y George Nichols.
Trina fue el papel más complicado en el casting, y ZaSu Pitts fue contratada en el último minuto, después de que Stroheim haya rechazado a Claire Windsor y Colleen Moore. Pitts había actuado anteriormente solo en papeles cómicos; Avaricia fue su primer papel dramático. La actriz apareció más adelante en La marcha nupcial y en Hello, Sister!. Stroheim dijo que Pitts era "la mejor actriz psicopatológica del cine estadounidense" y que "no debería estar en comedia, porque es la más grande de todas las trágicas."
Stroheim había conocido casualmente a Jean Hersholt para discutir el papel de Marcus Schouler, pero al principio se opuso a darle el papel. Sin embargo, después de que Hersholt cambiara su apariencia y vestimenta para parecerse más a Schouler, Stroheim cambió de opinión en el acto. Con la excepción de Gowland, Stroheim realizó extensas pruebas de actuación de todos los otros actores en Goldwyn con el cinematógrafo Paul Ivano. Se cree que una escena de la película de 1923 Souls for Sale es metraje real de Stroheim dirigiendo Avaricia, pero en realidad lo muestra dirigiendo a Hersholt durante una prueba de actuación.

### Rodaje
El rodaje comenzó en San Francisco el 13 de marzo de 1923 y duró hasta finales de junio. Pese al contrato inicial entre von Stroheim y Goldwyn, Lehr acordó en duplicar el presupuesto de la película a $347.000 tres días después del iniciado el rodaje. Von Stroheim ya había trabajado veinte horas diarias por más de dos meses de preproducción y colapsó en el set después de unos días de filmación. Él permaneció en buen estado de salud durante el resto del rodaje. Este no fue el único percance en el set; durante las escenas rodadas en la Bahía de San Francisco, Cesare Gravina contrajo neumonía doble, haciendo a von Stroheim amargamente avergonzado que la actuación completa de Gravina fuera cortada posteriormente de la película, pese a la dedicación del actor al papel. Hersholt fue noqueado por Gowland durante la escena del pícnic en la cual McTeague y Schouler pelean, y Pitts casi fue atropellada por un tranvía. A finales de mayo, Lehr visitó a von Stroheim en el set y alabó el metraje que había visto, diciendo que "tiene la atmósfera, el color y el realismo que no podía haber sido reproducido en el estudio."
Una escena que von Stroheim tuvo que volver a filmar bajo insistencia del estudio mostraba a un joven McTeague en su aprendizaje con Potter. En dicha escena McTeague se siente demasiado avergonzado para examinar los dientes de una mujer joven y Potter tiene que hacerse cargo. ZaSu Pitts interpretó a la mujer para que el público vea un parecido con Trina, pero el estudio insistió en que la escena era confusa y von Stroheim aceptó en volverla a filmar. Von Stroheim también concedió su visión original cuando filmaba la confrontación en el bar entre McTeague y Schouler. El director quería que un lanzador de cuchillos le lanzara un cuchillo real a la cabeza de Gibson Gowland. Stroheim fue rechazado por él mismo Gowland, que se negó a permitir una maniobra tan peligrosa. Un efecto especial se utilizó en su lugar.

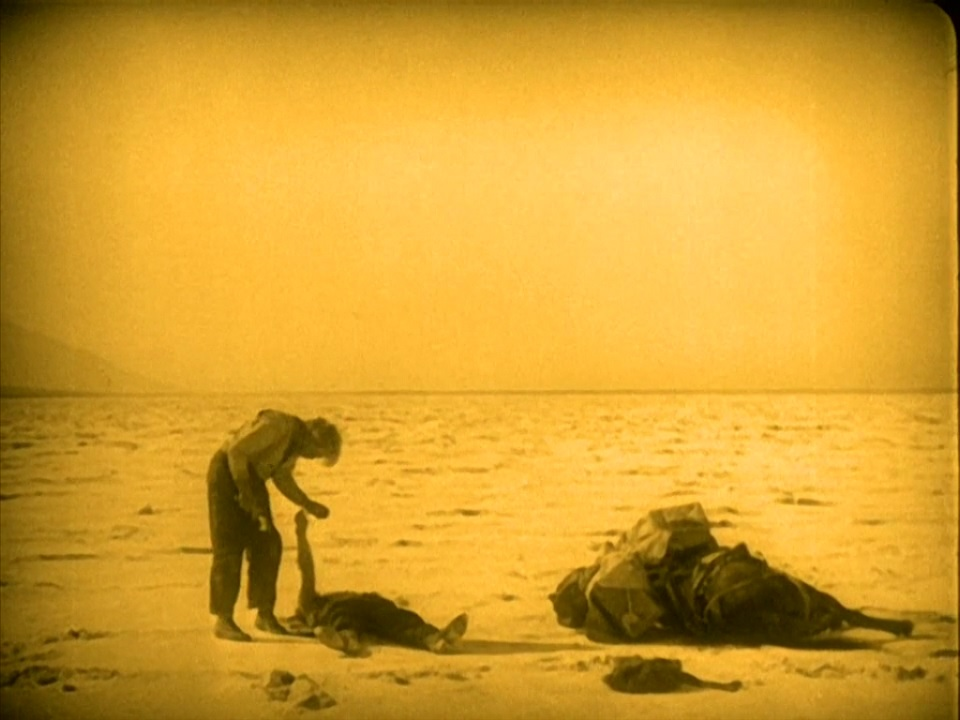
Las escenas del Valle de la Muerte, incluyendo esta última secuencia, se filmaron por más de dos meses durante el solsticio de verano, en condiciones muy duras.

Después de que el rodaje en San Francisco terminara a finales de junio, la producción viajó al Valle de la Muerte. La mayoría de las películas de Hollywood que requerían escenas desérticas usaban las dunas de Oxnard al norte de Los Ángeles, pero von Stroheim insistió en autenticidad. El Valle de la Muerte no tenía carreteras, hoteles, estaciones de servicio, ni agua potable, y estaba ocupada por tarántulas, escorpiones y serpientes venenosas. El área poblada más cercana al rodaje estaba a 160 kilómetros de distancia y la cobertura del seguro les fue denegada. El rodaje en el Valle de la Muerte duró dos meses durante el verano, dándoles a los actores Gowland y Hersholt el tiempo necesario para que les crezcan la barba para la escena. Algunos miembros de la producción reportaron temperaturas entre 33 y 72 °C, pero la temperatura más alta registrada oficialmente en el valle de la muerte durante el período fue de 51 °C. De los 43 miembros del elenco y el equipo que trabajó en la secuencia del Valle de la Muerte, 14 enfermaron y fueron enviados de regreso a Los Ángeles.
Durante el rodaje, miembros del equipo colapsaron de agotamiento por calor cada día. Hersholt pasó una semana en el hospital después de que el rodaje fuera completado, sufriendo de sangrado interno. Hersholt afirmó haber perdido 12 kilos, y terminado cubierto de ampollas al final del rodaje. Pese a las dificultades, Hersholt dijo que lo consideraba el mejor papel de su carrera. Con el fin de motivar a Hersholt y Gibson en la escena del enfrentamiento, von Stroheim les grito "¡Peleen! ¡Peleen! ¡Traten de odiarse uno al otro como ustedes dos me odian!" A lo largo del rodaje, von Stroheim contrató músicos para ayudar a crear el estado anímico de los actores. Él siguió utilizando esto para las escenas del Valle de la Muerte con un armonista y un violinista. Un tema, inspirado en la música de Ruggero Leoncavallo, fue compuesto y tocado a lo largo de la producción. Otras canciones utilizadas incluyeron las canciones populares "Más cerca, oh Dios, de ti", "Hearts and Flowers", "Oh Promise Me" y "Call Me Thine Own".
El rodaje se trasladó al Condado de Placer el 13 de setiembre y continuo por menos de un mes. La mina Big Dipper había estado cerrada por diez años, así que von Stroheim convenció a la Goldwyn para arrendarla y renovarla para la filmación. Mientras visitaba por primera vez el Condado de Placer durante la preproducción, von Stroheim había conocido a Harold Henderson, un residente local y fanático de Norris cuyo hermano había trabajado en la mina en la década de 1890. Von Stroheim contrato a Henderson para supervisar la renovación de la mina y otros lugares en Iowa Hill. Von Stroheim también quiso restaurar el cementerio local para una escena nuevamente inventada que mostraba el funeral de la madre de McTeague, pero la Goldwyn Company rechazó esta propuesta. Dentro de la mina, von Stroheim filmó usualmente durante la noche entre las 9 p. m. y 6 a. m. El director de fotografía William H. Daniels dijo posteriormente que von Stroheim insistió en bajar 900 metros bajo tierra para darle realismo, a pesar de que el entorno habría sido exactamente igual a 30 metros. El rodaje terminó el 6 de octubre de 1923 después de 198 días. A pesar de su contrato original que estipula que todas las películas deberían medir no más de 2,600 metros, Stroheim grabó más de 446,103 pies (135,972 metros) de metraje, durando aproximadamente 85 horas.

### Estilo

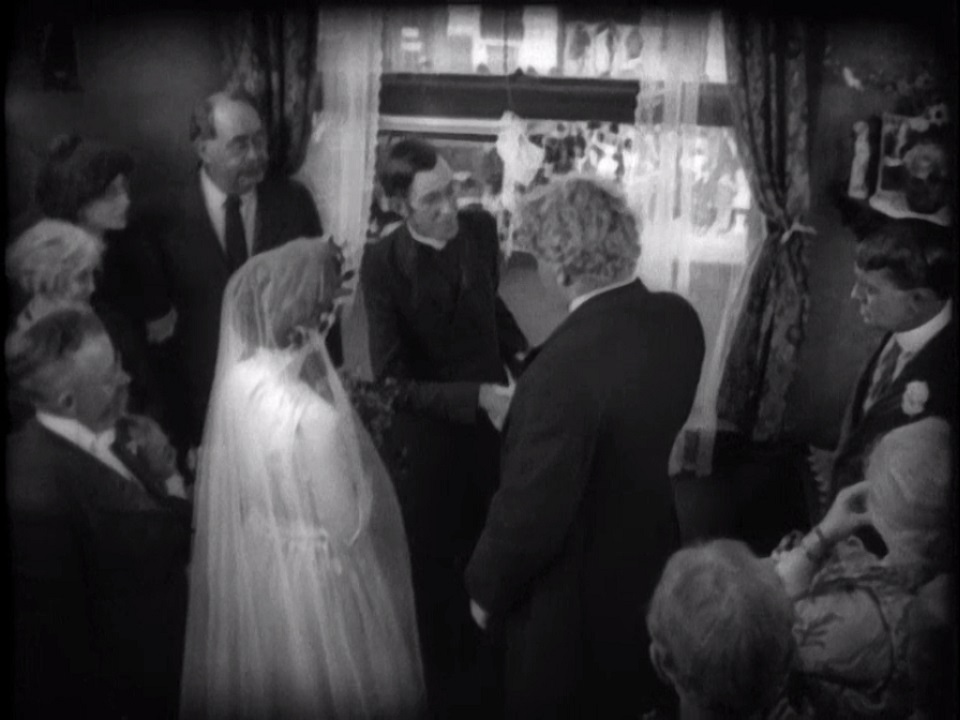
Pese a dificultades con la iluminación, la escena de la boda hizo uso innovador de fotografía con profundidad de foco.

El biógrafo de Stroheim Arthur Lennig comparó el estilo visual del director con el de D. W. Griffith pero sintió que "a diferencia de Griffith, que veía las escenas como si atravesara una cuarta pared, Stroheim grabó desde muchos lados y desde diferentes ángulos; también utilizó profundidad de foco, primeros planos significativos y movimientos de cámara efectivos." La iluminación en Avaricia incluye alto contraste, técnicas de claroscuro con charcos o ejes de luces que iluminan un espacio de otro modo oscuro. Ejemplos de esta técnica incluyen la escena donde McTeague le pide dinero a Trina en un charco de luz de la luna y la escena del carrusel en donde los personajes alternan apareciendo solo como siluetas oscuras y estando completamente iluminados.
Daniels estaba especialmente orgulloso de la escena de la boda, que mostraba una procesión fúnebre visible a través de la ventana y fue difícil de iluminarla correctamente. Avaricia ha sido elogiada a menudo por su uso de fotografía con profundidad de campo, diecisiete años antes de su aplicación más famosa en Ciudadano Kane. Daniels utilizó a menudo luces incandescentes en lugar de luces de arco del estudio, debido a las limitaciones de sus locaciones. Posteriormente dijo que Stroheim "fue uno de los primeros en insistir en nada de maquillaje para los hombres, en pintar las paredes que eran brillantes con pintura real, vidrio real en las ventanas, blanco puro en escenarios y vestimentas ... todo hasta entonces había sido pintado de un marrón opaco" para enmascarar los arañazos en copias desgastadas de películas. Aunque no fue acreditado oficialmente, Ernest B. Schoedsack trabajó en la película como operador de cámara.
Stroheim estaba a favor de la edición "al estilo soviético". Avaricia a menudo utiliza primeros planos dramáticos y cortes en vez de tomas largas. Una excepción a esto es la escena en la que Schouler se enfada con McTeague y rompe su pipa, que había sido rodado en una toma larga, ininterrumpida. Stroheim también utilizó cross-cutting simbólico para darle efecto dramático, tales como su uso de animales en la película y una toma de un tren cuando McTeague y Trina se besan por primera vez. En 1932 el teórico del cine Andrew Buchanan llamó a Stroheim un director de montaje, indicando que "cada observación sería capturada en un «primer plano» y en reposo, el uniría sus «tomas» en el orden que más ilustre con fuerza el hecho." En la década de 1950, el crítico de cine André Bazin alabó el uso de la puesta en escena de Stroheim y señaló su "unica regla simple para dirigir. Echarle un vistazo al mundo, seguir haciéndolo y al final se pondrá al descubierto para ustedes toda su crueldad y fealdad."
Pese a la reputación de Stroheim como perfeccionista, Avaricia contiene anacronismos. En las escenas de Polk Street, los personajes principales se visten en la moda de los años 1890, pero los extras llevan ropa de los años veinte. Stroheim hizo todo lo posible para evitar esos errores históricos; Stroheim filmó solamente los edificios que eran de la época en la que Avaricia transcurre, y mantuvo los vehículos de motor fuera de la vista mientras filmaba. Daniels afirmó que, a pesar de su deseo de autenticidad, Stroheim a veces destruía paredes de lugares reales para lograr una posición de cámara deseada.

### Temas
La novela de Frank Norris pertenece a la escuela literaria del naturalismo fundada por el autor francés Émile Zola. McTeague muestra el destino de sus personajes de clase baja en términos de herencia y su entorno, con la creencia que "la naturaleza del hombre, pese a su libre voluntad, está determinada por factores genéticos y ambientales" y que la herencia controla el destino, pese a los esfuerzos de movilidad ascendente. Este estilo literario fue influenciado por Charles Darwin y retrataba personajes cuyos estados superiores de ser, el racional y compasivo, están en conflicto con sus estados inferiores, las bête humaines (bestias humanas).
Von Stroheim no veía a Avaricia como política y le dijo a un periodista que lo consideraba como una tragedia griega. A pesar de las luchas de los personajes con la pobreza y la clase, von Stroheim siguió la técnica naturalista de retratar personajes cuyas vidas son impulsadas por el destino y su naturaleza interior. Von Stroheim empleó variaciones de este tema en sus otras películas, que a menudo involucraba a uno plebeyo enamorándose de un aristócrata o un rey.

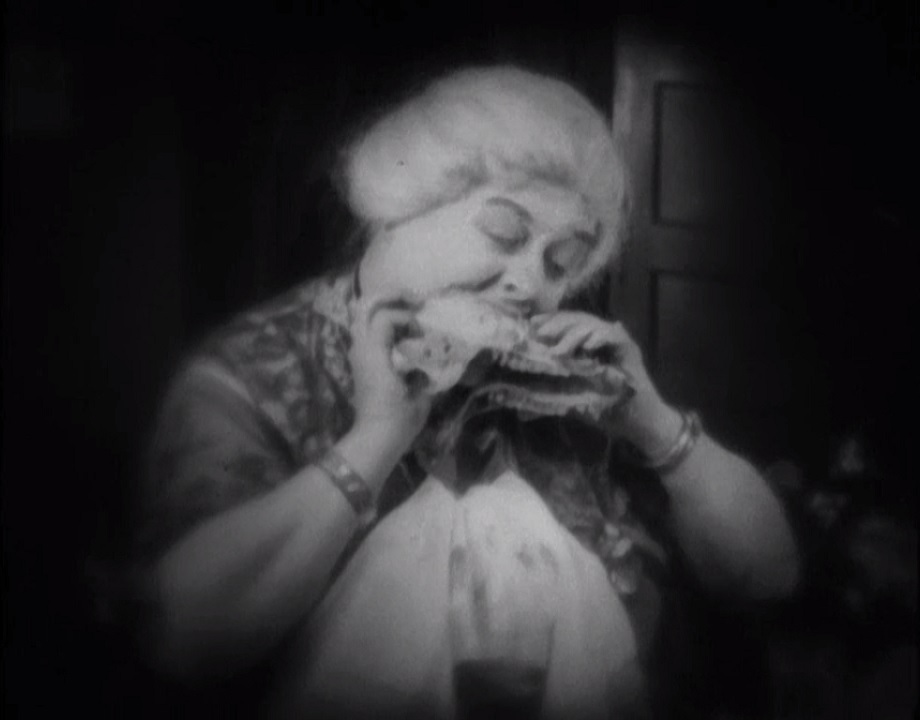
En la escena del banquete nupcial, la madre de Trina devora grotescamente su comida.

Una de las técnicas cinematográficas con las que von Stroheim retrató el naturalismo fue el simbolismo animal. En Avaricia, McTeague es asociado con un canario, solo mencionado brevemente en la novela. Von Stroheim cambio el final original de Norris, y muestra a McTeague liberando al canario en el Valle de la Muerte. McTeague le compra a Trina una canaria como regalo de boda y al principio de su matrimonio, von Stroheim corta de una toma de ellos besándose a otra toma de los pájaros revoloteando salvajemente en su jaula. Otra escena con imaginería animal incluye cross-cutting entre un gato tratando de saltar sobre la jaula de los canarios en la escena donde Schouler se despide de McTeague y Trina sin decirles que ha informado a las autoridades sobre McTeague. Perros, gatos y monos son asociados con varios personajes secundarios. Von Stroheim también utilizó la técnica naturalista de dar a los personajes objetos, gestos o frases específicas que se repiten a lo largo de la película como un leitmotif visual. Por ejemplo, Trina tira de sus labios y McTeague juguetea con su jaula de pájaros.
A lo largo de su carrera, von Stroheim utilizó metáforas y personajes grotescos. Esto es más evidente en la escena del banquete nupcial, que incluye un enano, un jorobado, una mujer con dientes de conejo y un niño con muletas. Los huéspedes de la boda devoran violentamente y crudamente su comida como animales. Esta escena era diferente a cualquier otra en las películas de ese período, que trataban a los almuerzos con dignidad y un sentido de comunión. Otros casos de imaginería grotesca incluyen los dedos de Trina siendo infectados y amputados. Von Stroheim contrastó escenas de amor entre McTeague y Trina con su horrendo ambiente de clase baja, tales como la alcantarilla con la rata muerta y un camión de basura que pasa por el lugar mientras se besan.
Al igual que en sus otras películas, von Stroheim utilizó imaginería y símbolos cristianos, tales como cruces e iglesias. Trina muestra tempranos signos de codicia en domingo de Pascua y es asesinada por McTeague en Nochebuena. La Nochebuena era representada a menudo en varias películas de Stroheim y estaba cerca de la fecha de la muerte de su padre. Lennig afirmó que el personaje del padre de McTeague (quien es mencionado brevemente en la novela) se basa en el padre de Stroheim, mientras que el personaje de la madre de McTeague es un homenaje a la madre de Stroheim, a quien se dedica la película. Von Stroheim afirmó que consideraba que todas sus cualidades buenas provenían de su madre mientras que las malas provenían de su padre.

## Edición

### Edición inicial
La edición de Avaricia tomó casi un año y el contrato de von Stroheim no incluía pago por su trabajo de posproducción. Él y su principal cortador de películas Frank Hull trabajaron en la película durante varios meses antes de completar un primer corte. Von Stroheim fue indeciso durante la edición. Se sentía limitado por la limitación de su contrato sobre la duración de la película. Von Stroheim coloreó ciertas escenas con tintes dorados usando el proceso de color Handschiegl, en el que los fotogramas individualmente eran coloreados a mano con esténciles. Von Stroheim se acreditó a sí mismo en los títulos iniciales con el título "Personalmente dirigido por Erich von Stroheim."
Aparte del personal del estudio, solo doce personas vieron la versión original de 42 carretes de Avaricia en una proyección especial el 12 de enero de 1924 en los estudios MGM. Entre estas estaban: Harry Carr, Rex Ingram, Aileen Pringle, Carmel Myers, Idwal Jones, Joseph Jackson, Jack Jungmeyer, Fritz Tidden, Welford Beaton, Valentine Mandelstam y Jean Bertin. Después de la proyección Jones, Carr e Ingram estuvieron de acuerdo con que habían visto la mejor película alguna vez hecha y que era poco probable que jamás se hiciera una mejor.
Carr escribió una crítica de la proyección previa donde él deliraba que vio "una maravillosa película el otro día, que nadie más verá jamás ... No puedo imaginar lo que harán con ella. Es como Los miserables. Vienen episodios que piensas que no tienen nada que ver con la historia, de repente 12 o 14 carretes más adelante te golpea con un choque. Para un crudo, terrible realismo y un arte maravilloso, es la mejor película que he visto. Pero no sé cómo será cuando la reduzcan a 8 carretes." Jonathan Rosenbaum sugirió que Carr se refería probablemente a una secuencia eliminada al inicio de la película que introducía a todos los personajes que vivían en el edificio de McTeague. La escena de cuarenta minutos mostraba lo que hacían los inquilinos un sábado por la tarde y establecía la atmósfera cinematográfica sin hacer avanzar la trama. Rosenbaum comparó la secuencia eliminada con las novelas del siglo XIX y con las primeras horas de Out 1 de Jacques Rivette. Jones elogió públicamente el preestreno y comparó a Avaricia con El gabinete del doctor Caligari y Dr. Mabuse, el jugador. Sin embargo, Welford Beaton de "The Film Spectator" le disgusto la versión de 42 carretes y criticó su uso excesivo de primeros planos.

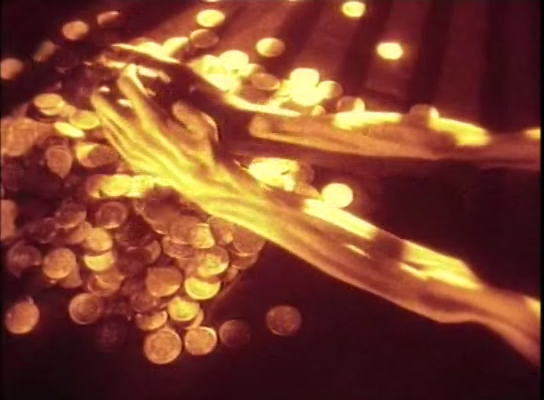
Algunas escenas, como ésta, fueron coloreadas a mano con tintes dorados por el mismo Von Stroheim.

Muchas fuentes afirman que la versión de 42 carretes solo estaba destinada a ser un primer corte, y que von Stroheim optó por cortarla a 24 carretes el 18 de marzo de 1924, con la intención de proyectarla con intermedios durante dos noches, El director tuvo dificultades para cortar la película, diciendo a su amigo Don Ryan "Podría sacar secuencias y así terminar el trabajo en un día. Eso sería fácil. Pero no puedo hacerlo. Dejaría vacíos que solo podrían ser rellenados a través de títulos. Cuando haces tal cosa, terminas con subtítulos ilustrados en lugar de una película." Von Stroheim alegó más adelante que en este tiempo la Goldwyn Company quería que él filmara una escena de McTeague despertando en su silla de dentista, mostrando que toda la película había sido un mal sueño. Mientras von Stroheim estaba editando la versión de 24 carretes, June Mathis, quien era la jefa del departamento de historia de Goldwyn, había hecho su propia versión de 13 carretes de Avaricia el 21 de enero de 1924. Ella ordenó que se hicieran aún más recortes el 29 de enero, pero luego partió a Roma a principios de febrero para supervisar la producción de Ben-Hur y no estuvo involucrada en la edición de la película durante varios meses.

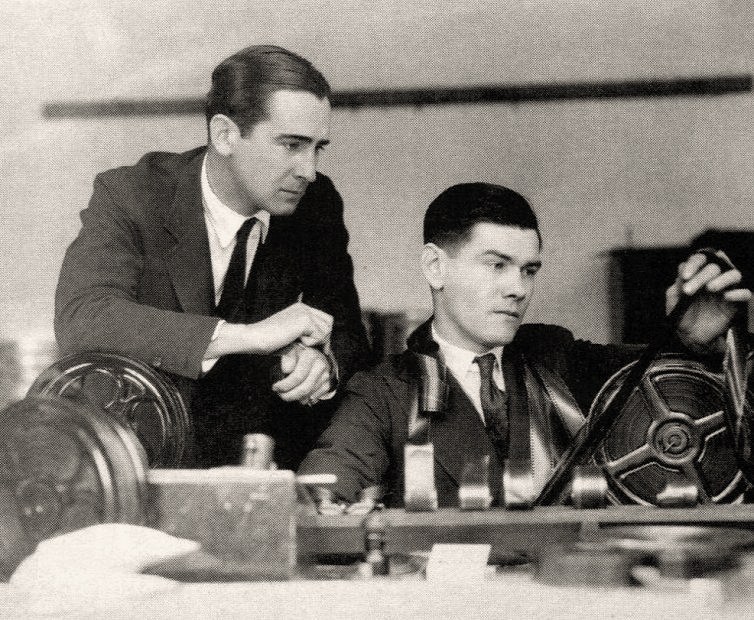
Rex Ingram junto a su montador Grant Whytock redujeron Avaricia a 18 carretes.

Después de haber completado la versión de 24 carretes de Avaricia, von Stroheim le dijo a los ejecutivos de Goldwyn que no podía cortar otro fotograma. Los productores de Goldwyn pensaron que esta versión era todavía demasiado larga y le dijeron que lo recortara a una duración más manejable. Von Stroheim le envió la película a su amigo, el director Rex Ingram, quien se la entregó a su editor, Grant Whytock. Whytock había trabajado con von Stroheim en The Devil's Pass Key y estaba familiarizado con el estilo y los gustos del director. Whytock propuso inicialmente en dividirla en dos, con la primera de 8 carretes que terminara con la boda y que la segunda de 7 carretes que terminara en el Valle de la Muerte. Finalmente Whytock redujo la película a 18 carretes. Su único recorte importante fue toda la subtrama de Zerkow y María, que él pensaba que era "muy desagradable." De lo contrario, simplemente redujo escenas y suprimo 1,2 pies (0,4 m) de tomas "flash" que duraban unos pocos fotogramas. No obstante, la versión de Avaricia de Whytock retuvo el prólogo y otras subtramas, así como gran parte del humor que más tarde fue eliminado.
Whytock e Ingram proyectaron su versión de Avaricia a los ejecutivos del estudio, quienes respondieron favorablemente a ella, pero se preocuparon de que el final trágico les resultara difícil de vender al público. Entonces Ingram le envió la versión de 18 carretes a von Stroheim y le dijo que "Si recortas un fotograma más, Nunca volveré a hablar contigo otra vez." El 10 de abril de 1924, la Goldwyn Company aceptaron oficialmente fusionarse con Metro Pictures, poniendo a Irving Thalberg, el nemesis de von Stroheim, a cargo de Avaricia. Von Stroheim y Louis B. Mayer tuvieron una larga confrontación sobre la edición de la película que, según ambos, terminó con Mayer golpeándo a Stroheim después de que este calificase a las mujeres del estudio como "rameras". A Mayer le disgustaba la película por su falta de glamur, optimismo y moralidad, y lo consideraba un fracaso garantizado.

### Edición de estudio
Los ejecutivos de la MGM proyectaron Avaricia en su duración completa para cumplir con las obligaciones contractuales. Idwal Jones, un crítico de San Francisco, asistió a la proyección durante todo el día y escribió que aunque algunas de las escenas eran convincentes, el deseo de Stroheim que "cada coma del libro [se] pondrá" fue en última instancia negativo. MGM luego tomó el control y la reeditó. El estudio ordenó a June Mathis a recortarla más, ella le asignó el trabajo a un editor llamado Joseph W. Farnham. Farnham era un conocido "editor de títulos", que parchaba y unía escenas usando intertítulos para mantener la continuidad. Sus contribuciones a Avaricia incluyeron los notorios títulos como "Tal era McTeague" y "Vayamos a sentarnos en el alcantarillado" que fueron objeto de burlas por años. Finalmente Farnham redujo Avaricia a 10 carretes. totalizando 10,607 pies (3,233 m). Von Stroheim dijo que su película fue "recortada por un plumífero sin nada en su cabeza excepto su sombrero." Más tarde, von Stroheim lamentó amargamente que Avaricia se hizo antes del éxito financiero de Strange Interlude, una obra de cuatro actos de Eugene O'Neill de 1928. Von Stroheim se negó a ver el resultado y repudió airadamente la versión final, culpandole a Mathis por haber destruido su obra maestra.
Una semana antes del estreno de Avaricia, el comité de películas del estado de Nueva York (que censuraba películas) exigió varios recortes más por razones morales. Estos cortes incluían el uso de éter en las escenas dentales y ciertos casos de lenguaje obsceno. Aunque estos recortes se hicieron a copias que fueron proyectadas en el estado de Nueva York, el metraje se mantuvo en muchas otras copias.

### Escenas eliminadas
Los principales recortes a Avaricia fueron la eliminación de sus dos subtramas y otras secuencias enteras, mientras que las escenas individuales a menudo no fueron tocadas. Escenas individuales o secuencias que fueron cortadas incluyen:
- El Prólogo, que muestra a la madre de McTeague y a su alcohólico padre en la mina Big Dipper, la muerte del padre y su etapa de aprendiz como ayudante del Dr. Potter.[102]
- La vida familiar de los Sieppe antes de la boda de Trina.[103]
- Los primeros felices años de matrimonio de Trina y McTeague.[104]
- Varios primeros planos sexualmente sugestivos demostrando la atracción física entre Trina y McTeague.[105]
- Un pícnic donde ocurre una confrontación física entre McTeague y Marcus, la cual fue remplazada por otra situada en una taberna que ocurre antes en la versión original.[104]
- La secuencias en que Trina y McTeague se mudan a una habitación en el mismo apartamento y posteriormente a la cabaña ocupada por Maria y Zercow.[104]
- Escenas adicionales de Trina con su dinero y una versión más gradual del descenso de Trina a la codicia y a la obsesión por el dinero.[106]
- La escena después de que McTeague asesina a Trina y deambula por los alrededores de San Francisco y el Condado de Placer.[106]
- Escenas adicionales del Valle de la Muerte que, según Weinberg, "daban la sensación de un colapso lento e inexorable del espíritu de McTeague" antes de su confrontación final con Marcus.[105]

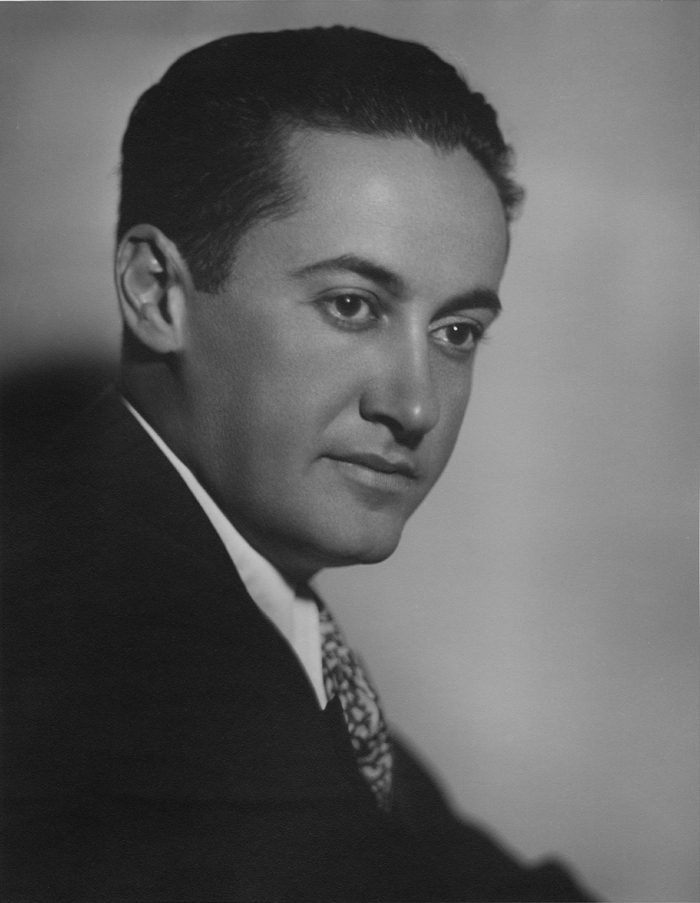
El productor Irving Thalberg justificó los cortes de Avaricia, alegando que hicieron al filme más potente.

Comentando acerca de los cortes hechos en la película a Los Angeles Times, Thalberg dijo:

Toda esta historia es acerca de la codicia, una codicia progresiva. Es la historia de la forma en que la codicia creció en el corazón de Trina hasta que la obsesionaba. He descubierto que la codicia del chatarrero era mucho mayor que la de ella, que casi destruyó el tema. Su codicia intensa ahogaba la codicia de Trina al igual que un silbato de vapor ahoga un pequeño ruido de la calle. En lugar de hacer daño a la película, echando afuera la historia del chatarrero hizo la película más fuerte.

Thalberg también indicó que él "no corrió riesgos en cortarlo": "proyectamos la película entera en diferentes salas de cine en los suburbios, la proyectamos en su larga duración, y luego tomamos nota de los momentos en el que el interés parecía decaer."

## Recepción

### Estreno y críticas
Avaricia fue estrenada el 4 de diciembre de 1924, en el teatro Cosmopolitan en Columbus Circle, Nueva York, que era propiedad de William Randolph Hearst. Frank Norris había trabajado para Hearst como corresponsal extranjero durante la guerra hispano-estadounidense y Hearst elogió a Avaricia, llamándola la mejor película que había visto. Los periódicos de Hearst promovieron la película, pero la MGM hizo muy poca publicidad. En el momento del estreno, von Stroheim estaba en Los Ángeles, después de haber comenzado la producción de La viuda alegre el 1 de diciembre. En mayo de 1926, Avaricia fue estrenada en Berlín, donde su estreno causó un disturbio en el cine que pudo haber sido instigado por miembros del entonces incipiente partido Nazi.
Avaricia recibió críticas en su mayoría negativas. El periódico Harrison's Report dijo que "[si] hubiese un concurso para determinar cuál ha sido la película más sucia, más vil y más pútrida en la historia de la industria cinematográfica, estoy seguro que Avaricia ganará." Variety Weekly la llamó "un fracaso de taquilla de tomo y lomo" solo seis días después de su estreno y afirmó que la película había tardado dos años en filmar, costo $700.000 y duraba originalmente 130 carretes. La reseña continuó diciendo que "nada más mórbido y sin sentido, desde un punto de vista comercial, se ha visto en la pantalla durante mucho, mucho tiempo" y que pese a su "excelente actuación, buena dirección e indudable poder de su historia ... no entretiene." En su edición de diciembre del 24 - enero del 25, Exceptional Photoplays la llamó "una de las películas más intransigentes de la historia. Ya ha habido muchas críticas a su brutalidad, su realismo crudo, su sordidez. Pero el punto es que nunca estaba destinada a ser una película agradable." En la edición de febrero del 25 de Theatre Magazine, Aileen St. John-Brenon escribió que "las personas en la película no son personajes, sino tipos; bien seleccionadas, pesados y completamente perforados. Pero ellos no actúan; no cobran vida. Realizan su misión como tantas imágenes toscas de animalismo tacaño y repugnante." Mordaunt Hall de The New York Times le dio a la película una reseña positiva con respecto a la actuación y la dirección mientras criticaba la forma en la que fue editada, escribiendo que MGM "recortó esta producción tanto como se atrevió ... y debe ser felicitado por sus esfuerzos y la única pena es que no usaron las tijeras con más generosidad en el principio." En un artículo de Life, Robert E. Sherwood también defendió el corte de MGM de la película y llamó a von Stroheim "un genio ...  que necesita un cronómetro." La crítica y curadora del MoMA Iris Barry expreso su disgusto por el teñido, diciendo "un matiz amarillo no muy agradable mancha la imagen." Una reseña de la revista Pictureplay de marzo del 25 declaró, "tal vez un director estadounidense no hubiera visto a la codicia como un vicio."
Una reseña más favorable vino de Richard Watts Jr. del New York Herald Tribune, quien llamó a Avaricia "la película más importante producida en América ... Es la única película de la temporada que puede celebrar su propia como una obra de arte dramático digna de comparación con tales obras de teatro como What Price Glory? y  Deseo bajo los olmos." La edición del 20 de abril de 1925 de The Montreal Gazette afirmó que "impresiona como una película poderosa" y describió la proyección de la "audiencia capacitada" como "una de las pocas películas que son tan dignas de consideración seria ... que ofrecen un estudio real y convincente de la vida y el carácter y que asegura sus fines por medios artísticos e intelectuales en lugar de escribir hasta el nivel de los espectadores." La reseña pasó a describir la dirección como "magistral", citando que "su notable delineación del desarrollo de personajes y los sutiles toques que transmiten las ideas a través de la visión en lugar de la palabra escrita, un empleo demasiado raro de las posibilidades del cine juegan como una rama distinta del arte capaz de una revelación veraz y convincente de las realidades de la vida." Una reseña en Exceptional Photoplays manifestó que "el Sr. von Stroheim siempre ha sido el realista como Rex Ingram es el romántico como Griffith el sentimentalista en la pantalla, y que en Avaricia nos ha dado un ejemplo de realismo en su máxima expresión. Al igual que la novela de la que se tomó la trama, Avaricia es una cosa terrible y maravillosa."

### Recaudación
Avaricia fue un fracaso en taquilla. En su estreno inicial, ganó $224.500 en los Estados Unidos, $3063 en Canadá y $47.264 en otros mercados. En total recaudo $274.827. El biógrafo de von Stroheim Arthur Lennig declaró que, según los registros de MGM, el costo final de Avaricia fue de $546,883. Otro biógrafo, Richard Koszarski, declaró que su costo final fue de $665,603: $585,250 para la producción, $30,000 por el honorario personal de von Stroheim, $54,971 para el procesamiento y la edición, $53,654 para la publicidad y $1,726 para cuotas cinematográficas.
Arthur Lennig afirmó que el presupuesto oficial de MGM para Avaricia era sospechosamente alto para una película sin estrellas, sin decorados construidos, un equipo pequeño y material fílmico barato. Lennig sospecha que MGM promedió el coste de la producción con más costosa La viuda alegre con el fin de evitar que Stroheim consiga un porcentaje de la película más rentable. La viuda alegre terminó siendo un éxito y obtuvo más ganancias que Avaricia había perdido; costo $614,961 pero recaudo $996,226 en su estreno inicial.

## Legado
En sus últimos años, von Stroheim dijo que "de todas mis películas, solo Avaricia fue una obra plenamente lograda, solo Avaricia tenía una validez total. En 1926, una fundación británica de artes y ciencias pidió una copia de la versión original de Avaricia para guardarla en su archivo, pero su solicitud fue denegada por la MGM. Henri Langlois proyectó la versión de estudio de Avaricia para von Stroheim en 1950. von Stroheim dijo "Fue para mí una exhumación. Fue como abrir un ataúd en el que solo había polvo, emitiendo un hedor terrible, un par de vértebras y un trozo de hueso del hombro". Él continuó diciendo que "Era como si la amada de un hombre fuera atropellada por un camión, mutilada más allá del reconocimiento. Él va a verla en la morgue. Por supuesto, todavía la ama, pero es solo el recuerdo de ella lo que él puede amar, porque él ya no la reconoce más".
A principios de los 50, la reputación de Avaricia comenzó a crecer y apareció en varias listas de las mejores películas de la historia. En 1952, en el Festival Mondial du Film et des Beaux Arts de Belgique, Avaricia fue nombrada la quinta mejor película de la historia, con directores como Luchino Visconti, Orson Welles y Billy Wilder votando por ella. Después ese mismo año la revista Sight and Sound publicó su primera lista de las "diez mejores películas de la historia", Avaricia estaba en el séptimo lugar en esa lista, con críticos como Andre Bazin, Lotte Eisner, Curtis Harrington, Penelope Houston y Gavin Lambert votando por ella. En 1962 fue puesta en el cuarto lugar en la misma lista. Desde 1972, no ha podido alcanzar un lugar entre los diez primeros. La Cinémathèque royale de Belgique publicó una lista de "las películas americanas más importantes y menos apreciadas de todos los tiempos" en 1978, Avaricia estaba en el tercer lugar de la lista detrás de Ciudadano Kane y Amanecer. En una lista hecha por la Universidad del Sur de California de las "50 Películas Americanas Más Significativas" hechas por el Consejo de las Artes Escénicas de la universidad, Avaricia fue listada como la número 21. En 1991, la película fue considerada «cultural, histórica y estéticamente significativa» por la Biblioteca del Congreso de Estados Unidos y seleccionada para su preservación en el National Film Registry.

### Influencia
Entre aquellos que han elogiado Avaricia en los últimos años están Sergei Eisenstein; Joseph von Sternberg, quien dijo: "Todos fuimos influenciados por Avaricia "; Jean Renoir, quien la llamó "el film de filmes", y Ernst Lubitsch, quien llamó a von Stroheim "el único verdadero novelista en películas". 
Más recientemente Guillermo del Toro la llamó "un perfecto reflejo de la ansiedad que impregna el paso en el siglo 20 y la deshumanización absoluta que estaba por venir." y Norbert Pfaffenbichler dijo que "la última toma de la película es inolvidable." La escritora, cineasta, filósofa y activista política estadounidense, Susan Sontag, nombró a Avaricia como una de sus películas favoritas. Jonathan Rosenbaum indicó que Avaricia fue una gran influencia en el estilo y contenido de muchas películas. Las tomas de Stroheim filmando el sol precedieron el uso más conocido de la técnica en Rashōmon (1950) de Akira Kurosawa. Rosenbaum comparó tomas especificadas de Avaricia con tomas de Y el mundo marcha de King Vidor, El crimen del señor Lange de Jean Renoir, Los magníficos Amberson de Orson Welles, Tener y no tener de Howard Hawks y La aventura de Michelangelo Antonioni. Adicionalmente, comparó ciertos elementos o personajes de la trama de Avaricia con El tesoro de Sierra Madre (1948) de John Huston, La ventana indiscreta (1954) de Alfred Hitchcock, Les Bonnes Femmes (1960) de Claude Chabrol y Mikey and Nicky (1975) de Elaine May. Rosenbaum señaló la influencia de Stroheim en May, una guionista y directora estadounidense, con Mikey and Nicky centrándose en la desintegración de una amistad sobre el dinero y el sexo, e incluyendo elementos grotescos y personajes atrapados entre la inocencia y la corrupción. Rosenbaum también afirma que el uso de Orson Welles de caricaturas satíricas en todas sus películas esta en "el espíritu de von Stroheim".
Las dos películas más comúnmente comparadas con Avaricia son El tesoro de Sierra Madre de Huston y Los magníficos Amberson de Welles. Rosenbaum cree que además del final de la película de Huston en el desierto y similitudes entre el descenso a la locura de Trina con las propias obsesiones de Fred C. Dobbs, las dos películas tienen poco más en común. Los magníficos Amberson y Avaricia tienen personajes que luchan con las diferencias de clase que conducen a su caída. Ambersons fue famosamente recortada drásticamente por su estudio y las escenas eliminadas se han perdido. Rosenbaum continúa afirmando que Avaricia influyó en los métodos en que las novelas se adaptan a películas y cineastas como Welles, Huston y Bill Forsyth siguieron el ejemplo de von Stroheim reorganizando la trama y añadiendo nuevas escenas a sus películas sin dejar de ser fieles a las intenciones de las novelas originales. La película Greedy (1994) de Jonathan Lynn rinde homenaje a la película dándole a los personajes principales el apellido McTeague.

### Reconstrucción
Los intentos de reconstruir la versión íntegra de Avaricia sin el uso del material de archivo perdido comenzaron en 1958. En la Exposición Internacional de Bruselas, la Cinémathèque royale de Belgique nombró a Avaricia como una de las doce mejores películas de la historia y publicó simultáneamente el guion original íntegro de Avaricia, que vino directamente de la copia personal de von Stroheim conservado por su viuda Denise Vernac. Esta publicación condujo a tres libros separados que usaron el guion de von Stroheim con el fin de reconstruir la versión original de la película y compararlo con la versión estrenada: un libro francés editado por Jacques-G. Perret en 1968 y dos versiones editadas por Joel Finler y Herman G. Weinberg, ambos en 1972. El libro de Weinberg utilizó 400 fotogramas individuales y fotos de producción para reconstruir la versión integra de Avaricia, la primera vez que las imágenes de la versión integra estaban a disposición del público.
En 1999, Turner Entertainment (actual titular de los derechos de la película) decidió recrear, lo más fidedignamente posible, la versión original mediante la combinación del material de archivo existente con más de 650 fotografías fijas de las escenas perdidas (muchas de los cuales se habían usado en el libro de Weinberg), de acuerdo con un esquema de continuidad original escrito por von Stroheim. Todos los materiales fueron proporcionados por la biblioteca Margaret Herrick. Esta restauración dura casi cuatro horas. Fue producida por el conservacionista de cine Rick Schmidlin y editada por Glenn Morgan. Schmidlin restauró muchos personajes y subtramas de la versión original. Una nueva banda sonora fue compuesta por Robert Israel. La reconstrucción costó $100,000 para producir. Schmidlin llamó al producto terminado "una reconstrucción de la narrativa perdida de Von Stroheim." La reconstrucción se estrenó en el Festival de Cine de Telluride el 4 de setiembre de 1999 y posteriormente se proyectó en el Festival Internacional de Cine de Venecia y en el Festival de Cine Mudo de Pordenone antes de ser transmitido en TCM el 5 de diciembre de 1999. El crítico de cine Todd McCarthy llamó a la versión restaurada de Avaricia un triunfo. Roger Ebert llamó a Avaricia una obra maestra y dijo que la versión restaurada de Schmidlin ilustra las "sensibilidades mojigatosas [que] entraron a la moledora de MGM." Rosenbaum elogió al proyecto, pero afirmó que solo podría considerarse una "versión de estudio". La reconstrucción ganó una mención especial por parte de la Asociación de Críticos de Cine de Los Ángeles.

## Mitos y conceptos erróneos
Stroheim era conocido por exagerar varios acontecimientos de su vida y creaba mitos sobre sí mismo, tales como sus orígenes aristocráticos y su registro militar en Austria. Alegó que poco después de haberse mudado a Estados Unidos a principios de la década de 1910, había encontrado una copia de McTeague en un motel en Nueva York y lo había leído en una sola sesión. También dijo que querer adaptar el libro lo inspiró a hacer una carrera en el cine. Georges Sadoul alegó posteriormente que Stroheim había leído la novela en 1914, mientras vivía en la pobreza en Los Ángeles.
Las afirmaciones de que la versión original era una versión completamente íntegra de McTeague no son precisas. El guion de 300 páginas de Stroheim era casi tan largo como la novela original, pero repensó toda la historia e inventó nuevas escenas, así como la elaboración exhaustiva de las ya existentes. En la novela de Norris, la historia posterior de McTeague en el condado de Placer y las relaciones con su padre, madre y Potter eran recordados como un flashback y tomaban dos párrafos. En la versión original de Avaricia de Stroheim, esta secuencia tomó la primera hora de la película y no era un flashback. Stroheim también modernizó el período de tiempo de la novela entre 1908 y 1923, un cuarto de siglo más tarde que la novela.
Se decía también que Avaricia duraba más de 100 carretes. Stroheim dijo que su edición inicial fue de 42 carretes, aunque varias de las personas que vieron este corte la recordaron que duraba entre 42 y 47 carretes. Grant Whytock recordó que la versión editada que Stroheim le envió duraba entre 26 y 28 carretes. los archivos oficiales del estudio MGM enumeran que el corte original de la película era de 22 carretes. Tan recientemente como en 1992, el exeditor de historias de MGM, Samuel Marx afirmó erróneamente que la versión original duraba 70 carretes.
A June Mathis se le atribuye la coescritura del guion debido a su trabajo en la versión de 10 carretes. Mathis era la jefa del departamento de historia de MGM y su contrato estipulaba que recibiría crédito por escrito para todas las películas de MGM. Ella en realidad no escribió ninguna parte del guion. También se dice que cambió el título de la película de McTeague a Avaricia durante la postproducción; sin embargo, una imagen publicitaria del reparto y el equipo tomada durante la producción indica claramente que se tituló Avaricia incluso antes de que la fusión a MGM se llevase a cabo. El título de producción de la película fue "Esposas codiciosas", una broma en la película anterior de Stroheim Esposas frívolas; este título de producción nunca fue considerado como el título real de la película.
La versión original de Avaricia ha sido llamada el "santo grial" para los archivistas de cine. Varios informes de la versión original demostraron ser infundados. Entre estos "avistamientos" hay una afirmación de que existía una copia en una bóveda de Sudamérica que solo era proyectada una vez al año para invitados en la víspera de Año Nuevo. Otro reclamo fue que una copia en poder de un millonario tejano fue vendida a Henri Langlois de la Cinémathèque française. Otros reclamos incluyen que una sociedad cinematográfica en Boston llevó a cabo una proyección privada de una copia encontrada por un veterano de la Segunda Guerra Mundial en Berlín siguiendo una pista de Emil Jannings, que David Shepard del American Film Institute había encontrado una copia en una venta de garaje, y que el director de una sociedad cinematográfica en Redwood City poseía "la versión más larga existente de Avaricia (comprada en Europa)." Él mismo Stroheim dijo una vez que Benito Mussolini poseía una copia personal de la película. El hijo de Stroheim, Joseph von Stroheim, afirmó una vez que cuando estaba en el ejército durante la Segunda Guerra Mundial, vio una versión de la película que demoró dos noches en proyectarla completamente, aunque no podía recordar exactamente cuánto tiempo duraba.
También hubo informes de que MGM había conservado una copia de la versión original. Iris Barry del Museo de Arte Moderno afirmó que una copia estaba asegurada en la bóveda de MGM, aunque Thalberg lo negó. También se informó que John Houseman tuvo una proyección privada en MGM y que MGM poseía dos copias almacenadas en una bóveda en una mina de sal de Utah. Lotte Eisner afirmó una vez que en los años 50 y 60, varias latas de películas etiquetadas "McTeague" fueron encontradas en las bóvedas de MGM y fueron destruidas por ejecutivos que no sabían que era metraje de Avaricia. El ejecutivo de MGM Al Lewin dijo que varios años después del estreno de la película, Stroheim le pidió el metraje cortado. Lewin y la editora Margaret Booth buscaron en la bóveda de MGM pero no pudieron encontrar ningún metraje faltante.